# エリザベス・テイラー
エリザベス・テイラー（Dame Elizabeth Rosemond Taylor, DBE、1932年2月27日 - 2011年3月23日）は、イギリス出身の女優。少女時代からメトロ・ゴールドウィン・メイヤー (MGM) で子役として映画出演しており、成人後には「ハリウッド黄金時代」(en:Hollywood's Golden Age) を代表する大女優の一人となった。世界的にもっとも有名な女優の一人であり、優れた演技力、美貌、豪奢な私生活、そして珍しいスミレ色の瞳で知られていた。
『緑園の天使』（1944年）が最初に成功したテイラーの映画出演作品となった。その後、『花嫁の父』（1950年）、『陽のあたる場所』（1951年）、『ジャイアンツ』（1956年）、『熱いトタン屋根の猫』（1958年）、『去年の夏 突然に』（1959年）などに出演している。1960年の『バターフィールド8』でアカデミー主演女優賞を受賞し、『クレオパトラ』（1963年）では主題役を演じ、この作品で共演したリチャード・バートンと結婚した。バートンとの共演作は『バージニア・ウルフなんかこわくない』（1966年）など11本におよび、テイラーはこの『バージニア・ウルフなんかこわくない』で2度目のアカデミー主演女優賞を受賞している。1970年代半ばからテイラーの映画出演は減っていき、ときおりテレビや舞台に出演するようになった。
テイラーの私生活は、8度の結婚と生命に関わる闘病生活で知られている。また、1980年代半ばからエイズ撲滅運動を支持し、1985年に米国エイズ研究財団 (en:amfAR, The Foundation for AIDS Research) の創設メンバーの一人となり、1993年にはエリザベス・テイラー・エイズ基金を創設した。大統領メダル (en:Presidential Citizens Medal)、レジオンドヌール勲章、ジーン・ハーショルト友愛賞、AFI生涯功労賞 (en:AFI Life Achievement Award) を受賞し、AFIが選定した映画スターベスト100の女優部門では第7位にランクされている。テイラーは長い闘病生活の末、2011年3月に鬱血性心不全のために79歳で死去した。

## 幼少期
テイラーは1932年2月27日に二人兄妹の妹として、ロンドン北西部のハムステッド・ガーデン・サバーブにあるウィルウッド通り8番の両親の家で生まれ、エリザベス・ロズモンド・テイラー (Elizabeth Rosemond Taylor) と名付けられた。父親はフランシス・レン・テイラー (en:Francis Lenn Taylor)（1897年 - 1968年）、母親はサラ・サザーン (en:Sara Sothern) （1895年 - 1994年）で、両親ともにカンザス州アーカンザスシティ出身のアメリカ人だった。テイラーの兄ハワード・テイラーは1929年生まれである。父フランシスは画商で、母サラは舞台女優をしていたが、ニューヨークでフランシスと結婚した1926年に芸能活動から引退している。
テイラー家の親しい友人だったヴィクター・カザレット (en:Victor Cazalet) は、一家に大きな影響を与えた人物で、エリザベスの名付け親となった。ウィンストン・チャーチルの親友でもあったカザレットは裕福な国会議員で、有力な縁故を持つ独身男性だった。カザレットは美術と観劇を深く愛した人物で、テイラー一家にイングランドに永住することを強く勧めた。また、クリスチャン・サイエンスの信者で在家の説教師を務めており、テイラー家とのつながりには宗教的な側面もあった。エリザベスがひどい小児性伝染感染症に罹患し、数週間寝込んだときにエリザベスは「お母さん、ヴィクターを呼んでくれないかしら。一緒にここにいてくれるように頼んで」と懇願している(p14)。
伝記作家のアレクサンダー・ウォーカー (en:Alexander Walker) は、エリザベスが27歳のときにユダヤ教に改宗しその生涯を通じてイスラエルを支持していたのは、幼少期の体験が原因ではないかとしている。ウォーカーは、カザレットがユダヤ人の祖国建設の積極的な推進者だったことと、エリザベスの母サラがさまざまな慈善活動に参加しており、その活動のなかにシオニズム資金団体への支援があったことを指摘している。サラはエリザベスがカザレットから受けた影響について次のように振り返っている。
テイラーは出生国イギリスと両親の出身国アメリカとの二重国籍を持っていた。1965年10月にパリのアメリカ大使館でアメリカ国籍放棄の手続きを行ったが、証明書の「合衆国へのあらゆる義務と忠誠を放棄する」という一文には抹消線が引かれていた。このためアメリカ合衆国国務省は、書類が改竄されているためテイラーの国籍放棄を認めないという見解を公式に公表している。テイラーは翌年の1966年に、改めて正式なアメリカ国籍放棄の証明書にサインした。しかしながら1977年にテイラーは、当時の夫だった政治家ジョン・ウォーナーの上院議員選挙運動の際にアメリカ国籍取得を申請している。
第二次世界大戦が勃発する直前に、両親は戦火を避けてイギリスからアメリカへと戻ることを決めた。母サラと二人の子供が一足先にニューヨークへ到着したのは1939年4月のことで、ロンドンで仕事の後始末に追われていた父フランシスがアメリカへ帰国したのは11月になってからだった。一家はカリフォルニア州ロサンゼルスに落ち着き、父フランシスはイギリスから持ち込んだ多くの絵画を展示するアート・ギャラリーを建てた。そしてすぐにこのギャラリーは現代ヨーロッパ絵画を好む多くの著名なハリウッド関係者たちの間で評判になり、伝記作家ウォーカーはギャラリーが「テイラーを金銭と名声に満ちた（ハリウッドの）世界へと誘う、多くの扉を開いていくことになった」としている(p27)。

## 女優としてのキャリア

### 子役
テイラーの母サラは、ロサンゼルスに居を構えて間もなく、ハリウッド関係者が「つねに未来のスターを探している」ことに気づいた。サラは友人をはじめ見ず知らずの人々からも、当時撮影中だった映画『風と共に去りぬ』の主役スカーレット・オハラの子供ボニー・ブルー役のスクリーン・テストを、テイラーに受けさせるように勧められた。しかしながらサラは、テイラーには映画の子役は向いていないとしてこれらの誘いを断った。また、テイラー一家が世界大戦終結後にはイングランドへ戻るつもりでいたことも背景にあった(p28)。

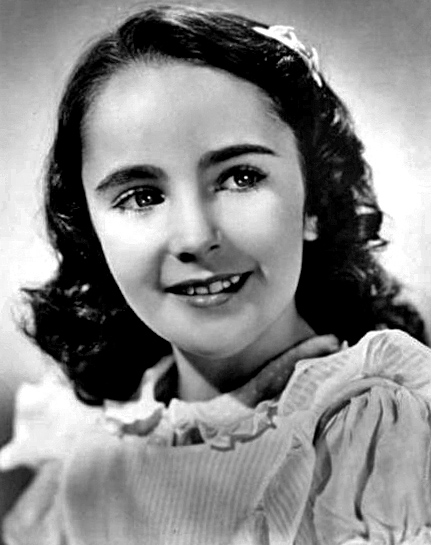
1940年ごろに撮影されたテイラー。

あるとき、ハリウッドの芸能コラムニストのヘッダ・ホッパーが、映画製作会社ユニバーサル・ピクチャーズの役員で大株主だったジョン・チーヴァー・カウディンの婚約者アンドレア・ベレンスとテイラーを引き合わせた。ベレンスはサラに、テイラーをカウディンに会わせれば、間違いなくカウディンはテイラーの驚くほどの美貌に魅せられるだろうと請合った。別の映画製作会社メトロ・ゴールドウィン・メイヤー (MGM) もテイラーに関心を示しており、MGMの社長ルイス・B・メイヤー自らが自社のプロデューサーに「彼女（テイラー）と契約しろ。さっさとするんだ。何をぼやぼやしている」と催促したといわれている。そしてテイラーを巡ってユニバーサルとMGMの争奪戦となった。MGMも自分たちと同じくテイラーに興味を持っていることを知ったカウディンは、ニューヨークからユニバーサルへ「彼女と契約するんだ。これは命令だ。スクリーンテストも省いていい」という電話をかけている。そしてユニバーサルはテイラーと7年間の契約を結んだ(p31)。
テイラーが初めて映画作品に出演したのは『There's One Born Every Minute』（1942年）で、結局この作品がテイラーが出演した唯一のユニバーサル製作映画となった。
『There's One Born Every Minute』公開後、一年足らずでユニバーサルはテイラーとの契約を解消した。契約が解消された理由は不明だが、カウディンが期待するほどの成果をテイラーが挙げられなかったのではないかとする説がある。伝記作家ウォーカーは「ユニバーサルに歓迎されていない」とテイラーが直感的に思ったのだとしている。たとえば、配役担当ディレクターが、スクリーン・テストを終えたテイラーについて「この子には何もないよ」と漏らしたことをテイラーは知っていた。テイラーに出会う人々を驚かせたすみれ色にも見える深い青色の美しい瞳と先天的な二重まつげは,このディレクターにとって印象的には感じられず、「彼女（テイラー）の目はあまりに大人びすぎている。子供の顔じゃない」と言ったとされている(p32)。ウォーカーも「外見に関する限りはそう的外れな意見でもない」としている。

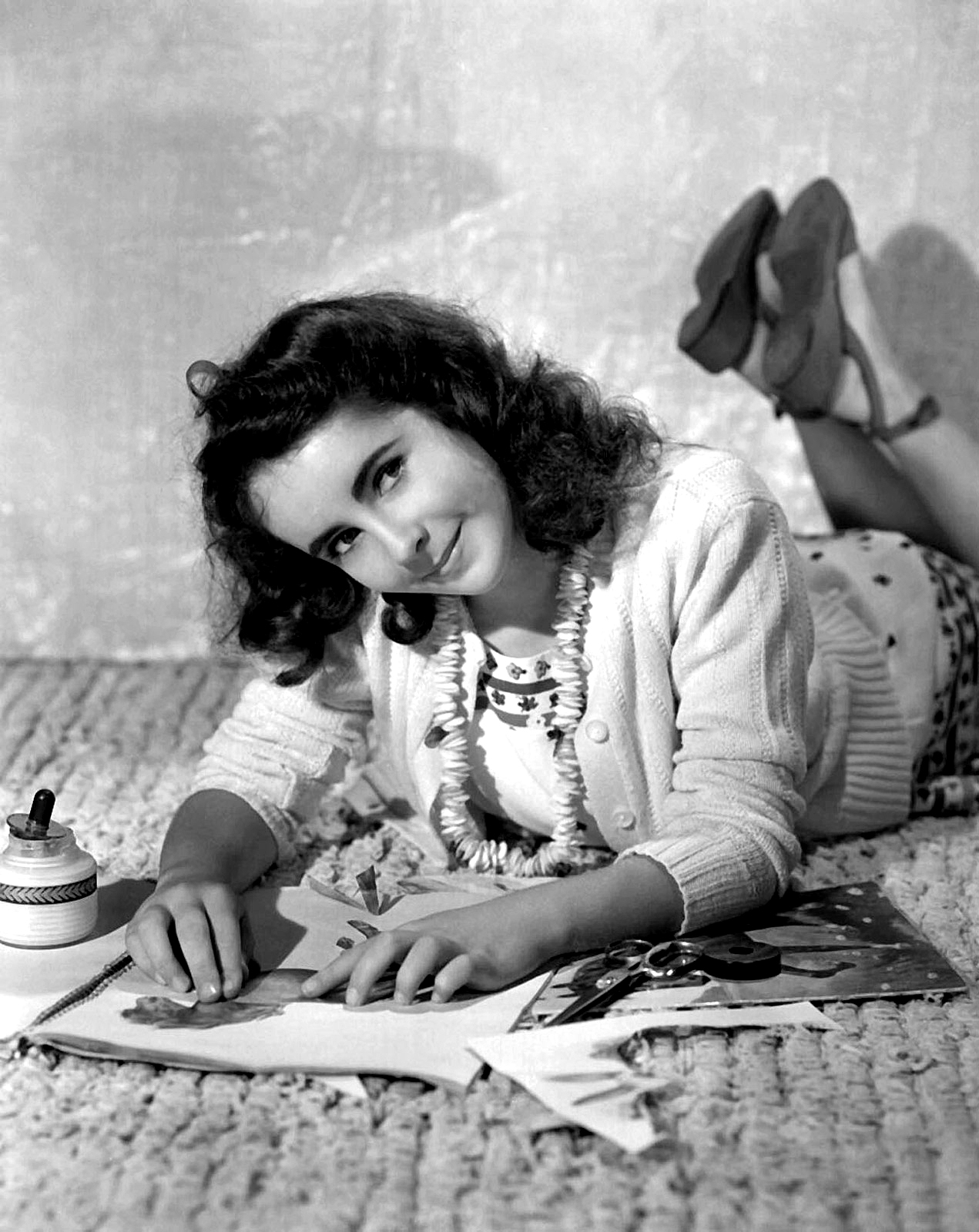
1944年に撮影されたテイラー。

テイラーは幼少時代をすごしたイングランドでは「大人びて」いると言われていたと振り返っており、それは自身が「率直でひどく遠慮がなかった」からだとしている。さらに生まれたばかりの娘にも、自分とよく似た特徴がみられることにも触れている。
MGMのプロデューサーであるサム・マルクス (en:Sam Marx) の火災警備員も務めていたテイラーの父フランシスは、MGMが名犬ラッシーの映画に出演するイギリス人子役を探していることを知った。テイラーはこの映画への出演を決め、1943年からの長期契約をMGMと結んだ。テイラーがMGMとの契約を決めた理由は「オーディションに行ったときに、MGMの関係者がみんな親切だったから」とテイラーは振り返っている(p32)。MGMの製作責任者ベニー・タウを、テイラーはその後数年にわたって全面的に信頼していた。「彼（タウ）は	細やかな気遣いが出来る人物で、その身振りからも彼女（テイラー）が愛されているということがわかった」とウォーカーは語っている(p32)。タウは当時のテイラーのことを「小さな黒髪の美人で、風変わりで美しい目がみなの注目を集めていた。妙に元気な子供だったよ」と評している(p34)。さらに、当時のMGMは「魅力的な製作会社」だとみなされており、「天国よりも多くのスターを抱えている」と自負していた。しかしながらテイラーの母サラは、テイラーには女優としての「天賦の才能」があると信じていたが、MGMとの契約書にサインするのをためらっていた。ウォーカーはテイラーがMGMとの契約を結ぶに至った理由を次のように述べている。

### 少女スター

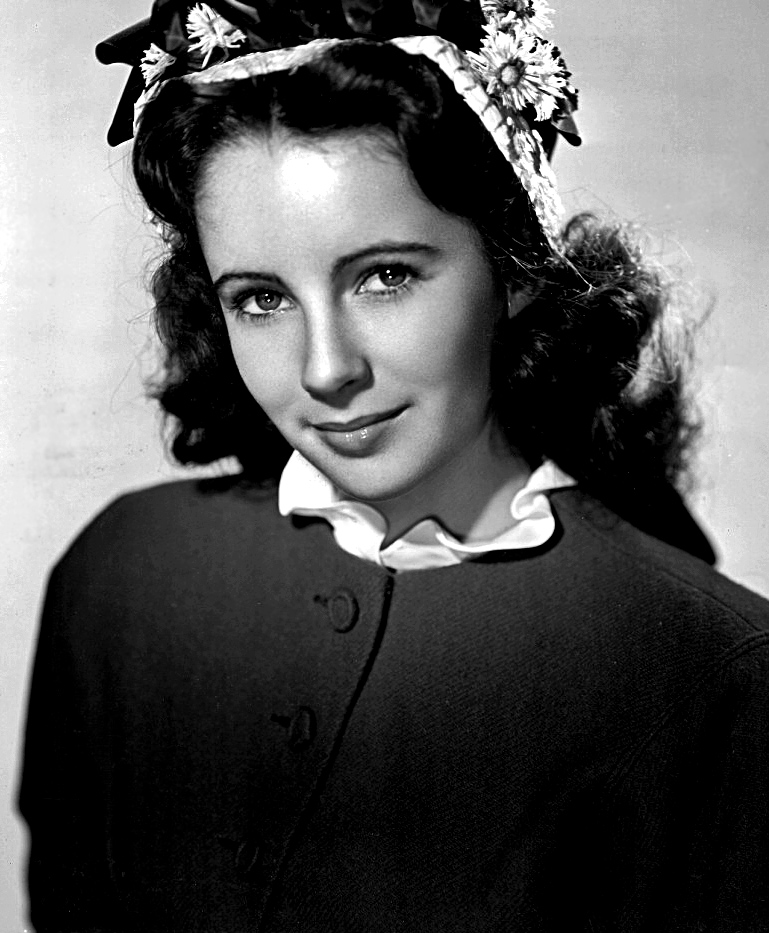
1945年に撮影されたテイラーの宣材写真。

MGMはテイラーを『名犬ラッシー 家路』（1943年）に、その後終生の友情を結ぶことになる子役ロディ・マクドウォールと共演させた。後年マクドウォールはテイラーの美貌について「大きなスクリーンに映し出されるために生まれたこの少女以外の誰が二重まつげをしているだろう」と回想している。『名犬ラッシー 家路』でのテイラーとマクドウォールの演技はどちらも好評を博し、MGMは定時昇給を確約した週給100ドルの条件でテイラーと7年間の出演契約を結んだ。MGMとの契約下で初めて与えられたのは外部出演作品であり、20世紀フォックスが製作する『ジェーン・エア』（1943年）のヘレン・バーンズ役だった。翌1944年にはイギリスを舞台とした『ドーヴァーの白い崖』で、テイラーは再びマクドウォールと共演している。
粘り強く交渉して射止めた『緑園の天使』のヴェルヴェット・ブラウン役で、12歳のテイラーは子役スターとなった。テイラーの役は、愛する馬を調教してグランドナショナルで優勝することを夢見る少女だった。若きミッキー・ルーニーやイギリスの新人女優アンジェラ・ランズベリーらが共演し、1944年12月に公開されたこの作品は大成功を収めた。後年になってテイラーは『緑園の天使』のことを、今までで「もっとも興奮した映画』と呼んでいるが、映画撮影中に落馬事故で痛めた背中は、後に様々な悪影響をテイラーにおよぼすこととなった。
観客も批評家も「一目でエリザベス・テイラーに魅入られた」。ウォーカーは『緑園の天使』が大ヒットした理由として次のように記している。
『緑園の天使』の興行収益は400万ドル以上を記録し、MGMはテイラーと更なる延長出演契約を結んだ。『緑園の天使』の成功により、テイラーは同じく動物映画である『ラッシーの勇気 (en:Courage of Lassie)』（1946年）に出演している。この映画もヒットし、テイラーのギャラは週給750ドルまであがった。この後もワーナー・ブラザースに貸し出されて出演した『ライフ・ウィズ・ファーザー (en:Life With Father)』（1947年）を始め、『シンシア』（1947年）、『スイングの少女』（1948年）、『奥様武勇伝』（1948年）と全ての出演作がヒットしている。テイラーは確実にヒットを飛ばす子役女優として高く評価され、撮影でNGを出さずに一度のテイクで決めてしまうところから「ワンショット・リズ」と呼ばれるようになった。そして南北戦争時代の一家を描いた古典的名作『若草物語』（1949年）のエイミー・マーチ役が、テイラーの最後の少女役となった。
当時のMGMはスタジオ内に教室を設置しており、子役たちに学校教育を施していた。しかしながらテイラーは、スターとして扱われない普通の子役たちから疎外されるようになり、この教室に嫌気がさすようになっていった。テイラーは子役として映画に出演する前が、子供時代でもっとも幸福な時期だったと振り返っている。

### 成人女性役への転身

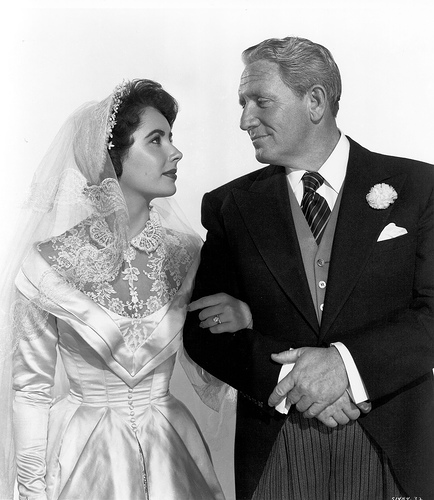
スペンサー・トレイシーと共演した『花嫁の父』の宣材写真。1950年。

10歳代のころのテイラーは、映画出演に嫌気が差していた。ステージママとなった母親サラは、テイラーが即興で泣けるようになるまで容赦なく稽古を続けさせ、撮影中のテイラーを監視し続けては、発声やミスを指摘した。撮影所で同年代の人間と出会うことはほとんどなく、貧弱な教育しか受ける機会を与えられなかったため、テイラーは簡単な算数であっても指を使わないと計算できなかった。16歳のときにテイラーは、両親に普通の子供に戻りたいから女優をやめると告げたことがある。母親のサラはテイラーには感謝の心がないと諭し「貴方には責任があるのよ、エリザベス。私たち一家にだけではなく、この国、さらには全世界に対してのね」と言って聞かせている。
1948年10月にテイラーは『Conspirator』の撮影のために、客船クイーン・メリーでイギリスへ向かった。他の子役と違って、テイラーは成人女性役への転身に苦労することはなかった。『Conspirator』が公開される1949年以前に、雑誌『タイム』がテイラーのことを「非常に高価な宝石、サファイアのような本物のスター」と呼んで、モンゴメリー・クリフト、カーク・ダグラス、エヴァ・ガードナーらと並ぶ、次代のハリウッド・スターだと紹介している。成長してもテイラーは小柄で華奢な体格のままで、ウェストサイズは19インチしかなかった。
『Conspirator』の興行成績は悪かったが、当時38歳のロバート・テイラー演じる共産主義のスパイと、そのことを知らずに結婚してしまうという、メリンダ・グレイトン役を演じた。当時16歳だったテイラーが演じたこの21歳の女性の役は、テイラー初の成人女性役として評論家から高い評価を得た。新たに週給2,000ドルとなったテイラーが出演した映画が人気俳優ヴァン・ジョンソンと共演した『The Big Hangover』（1950年）だったが、この作品は興行成績も批評家からの評価もよくなかった。また、この映画では成長したテイラーの性的魅力を描写しようとしていたが、その面でも成功したとはいえない作品だった。
テイラーが成人女性を演じた映画で、最初に興行的にヒットしたのがコメディ映画の『花嫁の父』（1950年）である。テイラーはスペンサー・トレイシーが演じるスタンリー・T・バンクスの娘ケイ・バンクス役で、ほかにはジョーン・ベネットらが共演していた。『花嫁の父』の続編として製作されたコメディ映画『可愛い配当 (en:Father's Little Dividend)』（1951年）でテイラーは再びスペンサー・トレイシーと共演した。トレイシーはこの映画について「退屈、退屈極まりない」と評している。『可愛い配当』の興行成績は非常によく、二作続けてコメディ映画でヒットを飛ばしたテイラーだったが、次作の『陽のあたる場所』が、以降のテイラーの女優としてのキャリアを方向付けることとなる。

1949年の終わりにテイラーは、ジョージ・スティーヴンス監督作品『陽のあたる場所』の撮影に入った。この作品が公開されたのは1951年で、テイラーは資産家令嬢のアンジェラ・ヴィッカース役を演じた。共演したのはジョージ・イーストマン役のモンゴメリー・クリフトと、イーストマンの恋人で妊娠しながらも工場で働く貧しいアリス・トリップ役のシェリー・ウィンタースだった。『陽のあたる場所』はセオドア・ドライサーの小説『アメリカの悲劇』を原作としており、「アメリカン・ドリーム」への批判とその悪影響をテーマにしていた。
当時のテイラーはまだ17歳であり、『陽のあたる場所』にこめられた心理的な影響力やテーマ性を理解できてはいなかったが、この作品はテイラーの女優としてのキャリアに極めて重要なものとなった。伝記作家キティ・ケリーは、監督のスティーヴンスがテイラーのことを若く美しいスターだと認識しており、そのことによって「（クリフト演じる）ジョージ・イーストマンが、彼女（テイラー演じるアンジェラ・ヴィッカース）と陽のあたる場所を手に入れるためなら何でもすると思いつめた理由を、観客たちにはっきりと理解させる」効果があったとしている。ケリーは『陽のあたる場所』の撮影現場の見学を許された芸能コラムニストのヘッダ・ホッパーが「『緑園の天使』に出演していた少女が、カメラの前でモンゴメリー・クリフトを誘惑しているシーンを食い入るように見つめていた」と書いている。さらに、このシーンの撮影後にホッパーがテイラーのところへ行って「エリザベス、あんなふうに男を誘惑する手管をいったいいつ覚えたの」と尋ねていたとしている。批評家たちは『陽のあたる場所』を傑作と評価し、映画史に50年以上残る作品だとして高く称賛した。『ニューヨーク・タイムズ紙』のA・H・ワイラーは「裕福で美しいアンジェラを演じたエリザベスの演技は、彼女のキャリア中で最高だった」と書いた。また、『ボックスオフィス誌 (en:Boxoffice)』はその劇評で「ミス・テイラーはアカデミー賞に値する」と断言している。

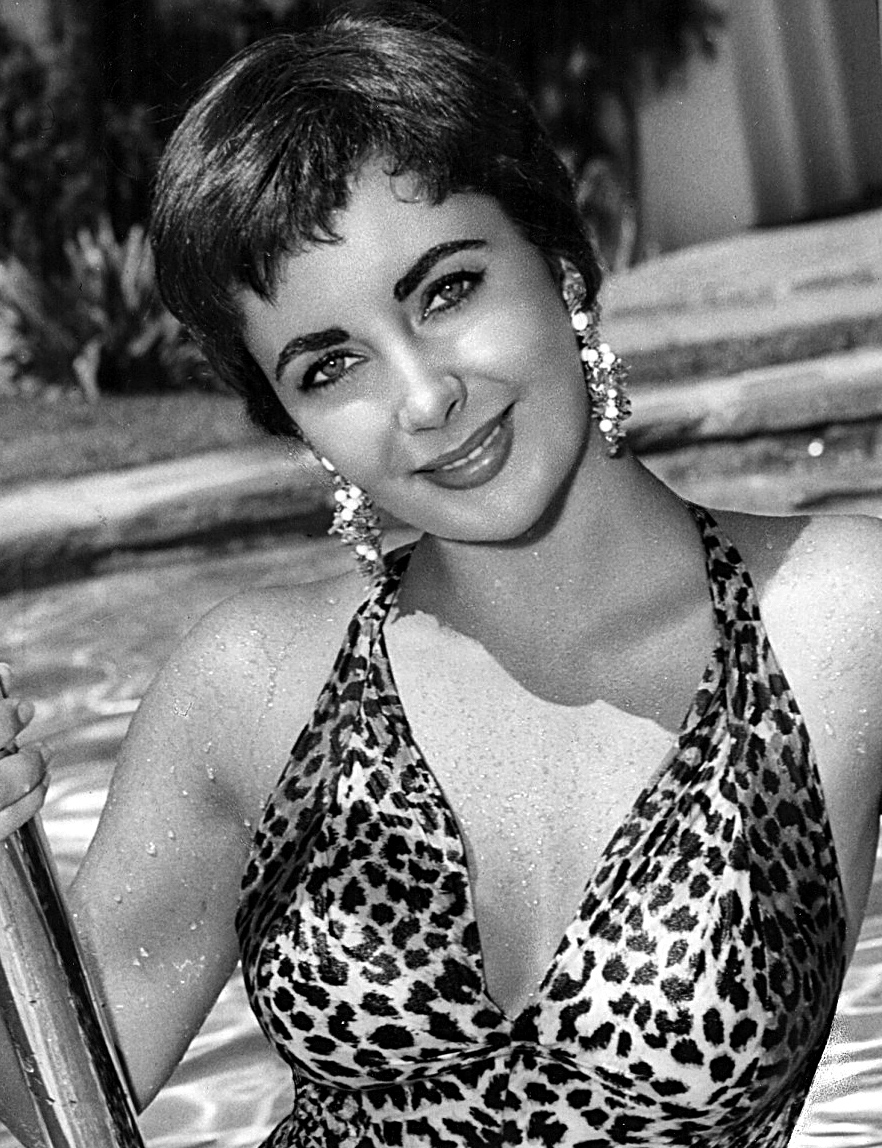
『雨の朝巴里に死す』のテイラー。1954年。

1950年ごろから、テイラーは自身に振られる配役に対して徐々に不満を持つようになっていった。テイラーが望んでいたのは『裸足の伯爵夫人』でエヴァ・ガードナーが演じたマリア・バルガスや『明日泣く』でスーザン・ヘイワードが演じたリリアン・ロスのような役柄だった。しかしながらMGMは、テイラーがカメオ出演した『Callaway Went Thataway』（1951年）や、『Love Is Better Than Ever』（1952年）、『黒騎士』（1952年）、『en:The Girl Who Had Everything』のような、どちらかというと愚かしく、記憶に残らないような映画への出演しか認めなかった。
1954年に出演した『ラプソディー (en:Rhapsody)』も、テイラーにしてみれば飽き飽きするような恋愛映画で、不満が残る役どころだった。テイラーが演じたルイーズ・デュラン役は、ヴィットリオ・ガスマン演じる気難しいヴァイオリニストと、ジョン・エリクソン演じる真面目な若きピアニストの間で揺れ動く裕福で美しい娘という役どころだった。『ニューヨーク・ヘラルド・トリビューン紙』は「全編が美しさに満ちた作品で、ミス・テイラーはあらゆる角度から輝いている。……台詞は高尚で出演陣も優れた容姿ではあるが、いかんせん内容に乏しい」と評している。
『ラプソディー』、『巨象の道』と同じく1954年に公開された『騎士ブランメル (en:Beau Brummell)』で、テイラーは凝った衣装に身を包むレディ・パトリシアを演じた。しかしながらこの魅惑的な美女役は、スチュワート・グレンジャーが演じる主役ボー・ブランメルに恋愛風味を加えるだけの美しい添え物に過ぎなかった。『The Big Hangover』で共演したヴァン・ジョンソンと再びコンビを組んだ『雨の朝巴里に死す』（1954年）でテイラーが演じた役はそれまでの作品に比べるといくぶんましな役どころだった。テイラーが演じた役であるヘレン・エルスワース・ウィリスは、アメリカの小説家F・スコット・フィッツジェラルドの妻ゼルダ・セイヤーをモデルにしている。当時のテイラーは1952年に結婚したマイケル・ワイルディングの二人目の子供を妊娠していたが、この作品の撮影に4ヵ月間を費やした。『雨の朝巴里に死す』の興行成績は悪くなかったが、テイラーはより存在感がある役を切望していた
。

### 1955年から1979年

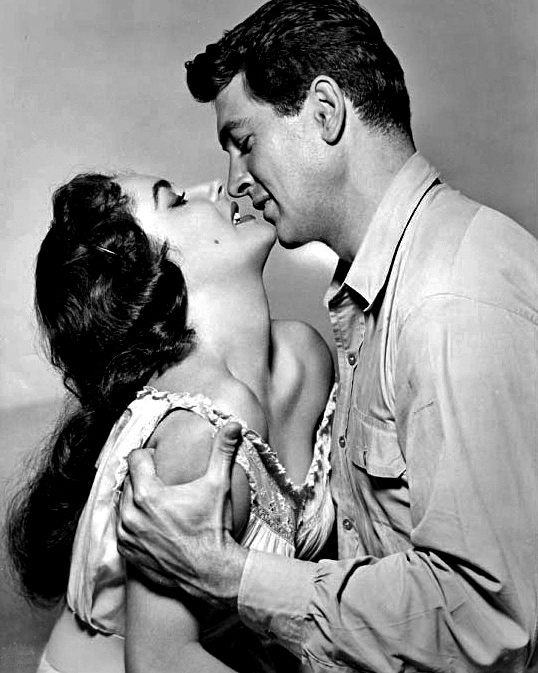
ロック・ハドソンと共演した『ジャイアンツ』。1956年。

ジョージ・スティーヴンス監督作品で、ロック・ハドソン、ジェームズ・ディーンと共演した大作『ジャイアンツ』（1956年）で、テイラーはハドソン演じる富豪ジョーダンの妻レズリーという、シリアスで存在感のある役どころを得た。そしてテイラーは、モンゴメリー・クリフトと共演した『愛情の花咲く樹』（1957年）で演じたスザンナ・ドレイク役で、初めてアカデミー主演女優賞にノミネートされた。以降テイラーは、ポール・ニューマンと共演した『熱いトタン屋根の猫』（1958年）、モンゴメリー・クリフト、キャサリン・ヘプバーン、マーセデス・マッケンブリッジと共演した『去年の夏 突然に』（1959年）、『バターフィールド8』（1960年）と4年連続でアカデミー主演女優賞にノミネートされ、最後の『バターフィールド8』でアカデミー主演女優賞を獲得した。『バターフィールド8』は当時テイラーの夫だったエディ・フィッシャーと共演した作品で、テイラーに自身のことを18年間にわたる「MGMの家財」と言わしめた、MGMとの契約における最後の作品となった。

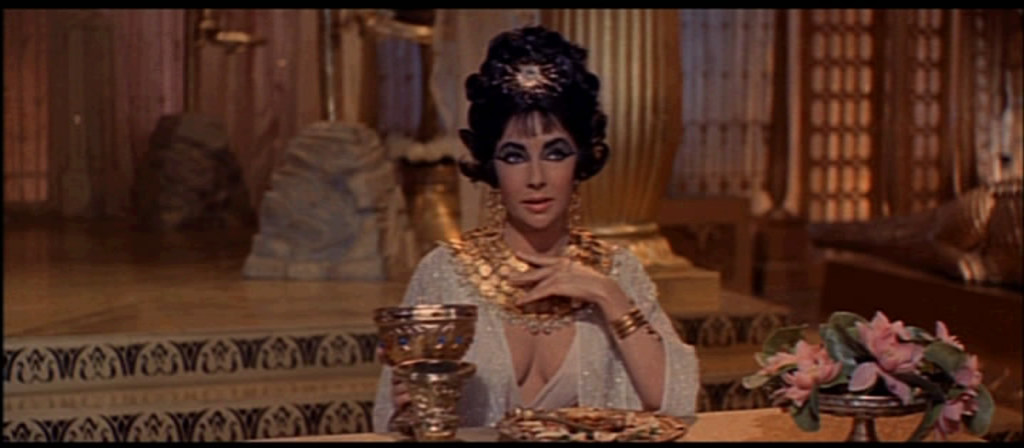
『クレオパトラ』（1963年）で主役を演じるテイラー。宣伝フィルムからのスクリーンショット。

『熱いトタン屋根の猫』『去年の夏 突然に』の大ヒットによって、テイラーは興行成績上位10位に入る俳優となり、その後も10年にわたってほぼ毎年上位10位にランクインした。1960年にテイラーは、20世紀フォックスと100万ドルで『クレオパトラ』（1963年）の出演契約を結び、当時最高額の出演料を得る女優となった。最終的にはテイラーはこのクレオパトラ役で700万ドルを手にしている。テイラーはこの『クレオパトラ』の撮影中に、共演者でマーク・アントニー役のリチャード・バートンと恋愛関係になった。両者ともに結婚していた不倫関係であり、タブロイド紙に大きく取り上げるスキャンダルとなってしまった。
テイラーに二度目のアカデミー主演女優賞をもたらしたのは、当時の夫だったリチャード・バートンと共演した『バージニア・ウルフなんかこわくない』（1966年）のマーサ役だった。この映画はテイラーにとってもバートンにとっても大きな転機となった作品で、ウォーカーは「二人のキャリアのなかで、もっともやりがいがある作品であり、もっとも手ごわかった作品」だと評している。テイラーはこの作品を「本物の演技」を試すいい機会だととらえ、さらに、自身の憧れの女優ヴィヴィアン・リーが演じてきた「悲劇のヒロイン」と張り合うチャンスだと考えた。しかしながらテイラーは、自身の実年齢より20歳以上年長のマーサ役を演じるには自身の外見が若すぎることを気にかけていた。テイラーは役の年齢相応に見せかけるために白髪を足すなど、肉体的にも声質的にもマーサに近づけようとした。意図的に体重を増やし、過度に濃いマスカラ以外はほとんど化粧をせず、薄汚れたバッグを持つという出で立ちで役作りを行った(pp281–282)。
テイラーとその5番目、6番目の夫リチャード・バートンとは、『予期せぬ出来事』（1963年）、『いそしぎ』（1965年）、『じゃじゃ馬ならし』（1967年）など、10年間で6本の映画で共演している。1967年までに二人の共演作品は200万ドル以上の興行成績をあげた。『じゃじゃ馬ならし』に続いて『ファウスト悪のたのしみ (en:Doctor Faustus)』（1967年）、『危険な旅路 (en:The Comedians)』（1967年）、『夕なぎ』で、テイラーとバートンは共演しているが、いずれも興行成績は振るわなかった。
テイラーはジョン・ヒューストン監督作品『禁じられた情事の森』（1967年）でマーロン・ブランドと共演し、翌年にはミア・ファローと『秘密の儀式』（1968年）で共演した。1960年代の終わりにはテイラーの集客力は落ちていき、出演作の興行成績は大幅に下がってしまった。ウォーレン・ベイティと共演した1970年の『この愛にすべてを』も興行的には失敗作となっている。
加齢とともに「か細く柔軟性のない声」しか出なくなったテイラーだったが、1970年代も多くの映画作品に出演するスターであり続けた。マイケル・ケインと共演した『ある愛のすべて (en:X, Y and Zee)』（1972年）、ヘンリー・フォンダと共演した『別離』（1973年）、ジェーン・フォンダ、エヴァ・ガードナーと共演した『青い鳥 (en:The Blue Bird)』（1976年）、夫リチャード・バートンと共演した『リトル・ナイト・ミュージック (en:A Little Night Music)』（1977年）などに出演し、1973年にはテレビ映画の『離婚・男の場合　離婚・女の場合 (en:Divorce His, Divorce Hers)』にも出演している。

### 1980年から2003年

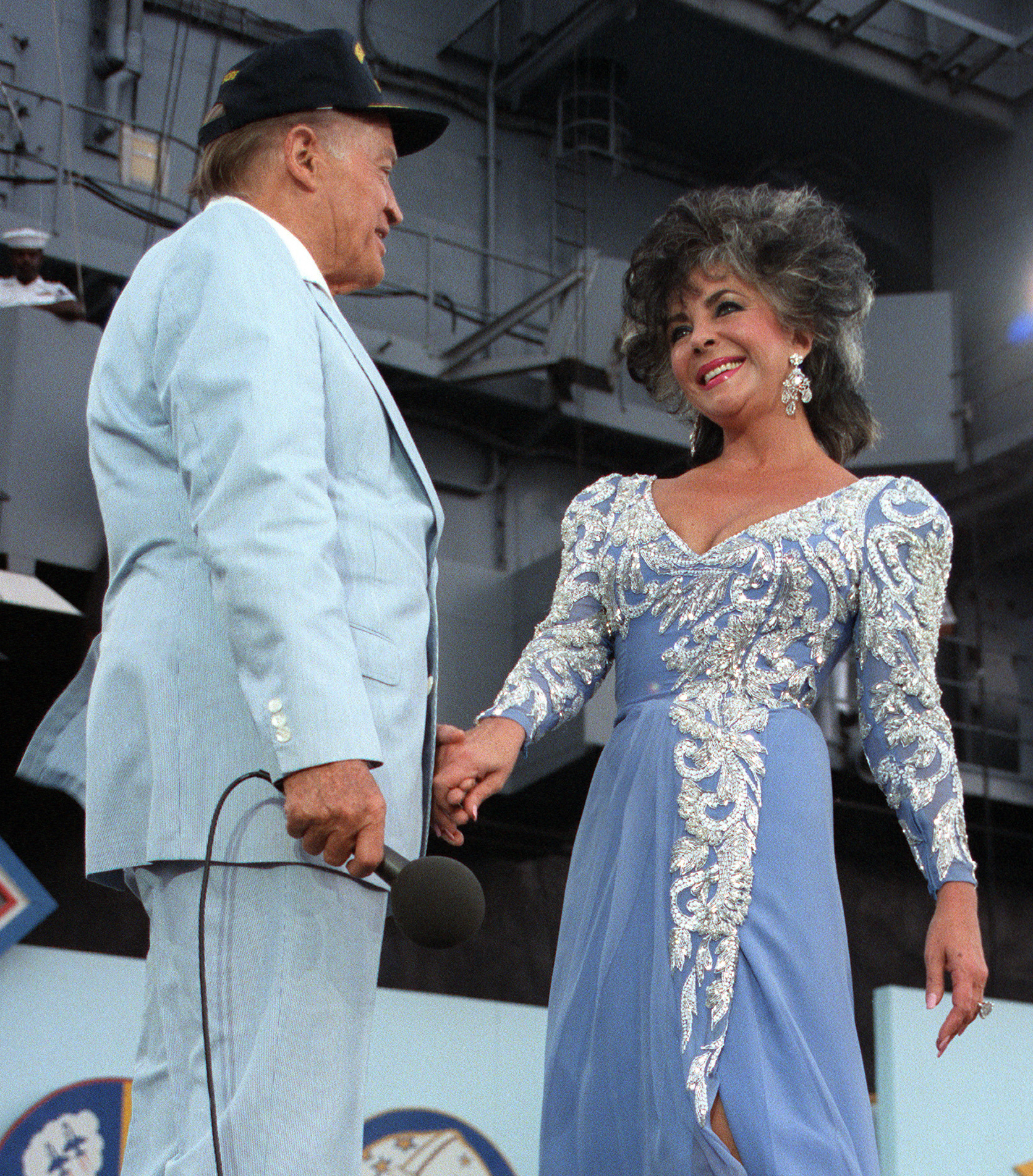
USOショウに出演したテイラー。左の男性はボブ・ホープ。1986年。

テイラーは1980年にアガサ・クリスティのミステリ小説『鏡は横にひび割れて』を原作とした映画『クリスタル殺人事件』に出演した。1985年には、実在の芸能ゴシップコラムニストのヘッダ・ホッパーとルエラ・パーソンズをモデルとしたテレビ映画『Malice in Wonderland』で、ルエラ・パーソンズを演じている。1987年にトム・スケリット、ジョージ・ハミルトンとの共演でテレビの西部劇『ポーカー・アリス (Poker Alice)』に出演し、1989年にはテレビのミニドラマシリーズ『南北戦争物語 愛と自由への大地』に出演した。そしてテイラーの最後の劇場映画作品となったのは1994年の『フリントストーン/モダン石器時代』だった。

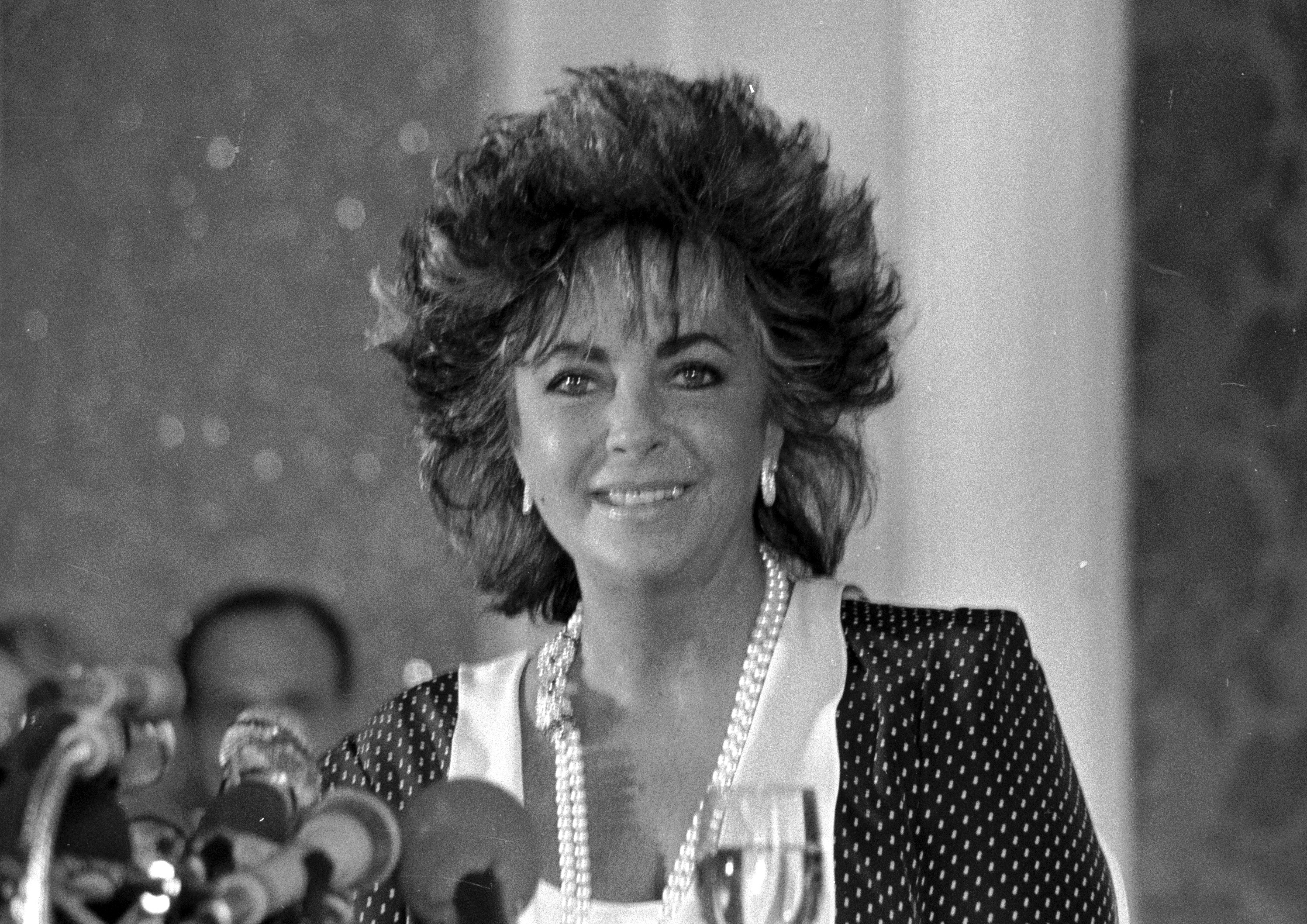
ドーヴィル・アメリカ映画祭でのテイラー。1985年。

テイラーは1996年2月にテレビのシットコム番組『ナニー (en:The Nanny)』に本人役で出演した。このとき出演者のフラン・ドレシャーに、テイラーがこれまでに結婚した相手の全ての姓をつなげて「エリザベス・テイラー＝ヒルトン＝ワイルディング＝トッド＝フィッシャー＝バートン＝バートン＝ウォーナー＝フォーテンスキー」と呼びかけられている。2001年にはテレビ映画『だって女優ですもの！ (en:These Old Broads)』に出演した。テイラーは多くのテレビシリーズ作品に出演しており、ソープオペラの『ジェネラル・ホスピタル』、『オール・マイ・チルドレン』などのほか、アニメシリーズ『ザ・シンプソンズ』の登場人物マギー・シンプソンに一度だけ「ダディ」という台詞をあてたことがある。
テイラーは映像作品だけではなく舞台作品にも出演したことがあり、1982年に劇作家リリアン・ヘルマン原作の『子狐たち (en:The Little Foxes)』で、ブロードウェイとイースト・エンドにデビューした。1983年にはノエル・カワードの戯曲『プライヴェート・ライヴズ (en:Private Lives)』で、前夫のリチャード・バートンと共演している。オクスフォード大学に生徒主体で建てられた小劇場バートン・テイラー・スタジオ (en:Burton Taylor Studio)は、テイラーとバートンにちなんで名付けられている。これは、オックスフォード大学演劇部の舞台に、バートンがドクトル・ファウスト役で客演したことを記念したものである。
1980年代初めに、テイラーはロサンゼルス西部の高級住宅街ベル・エア (en:Bel Air, Los Angeles) に邸宅を購入し、その後の生涯をここで過ごした。テイラーの持ち家はほかに、パーム・スプリング、ロンドン、ハワイにもあった。同じ幼年時から人気者になった事からマイケル・ジャクソンと親交を深めた。93年からマイケルがトラブルに見舞われた時、彼を弁護した。その映像はマイケルのドキュメンタリーに引用されている。

### 2003年から2011年
テイラーは第75回アカデミー賞式典に招待されたが、2003年3月にイラク戦争反対の立場からこの招待を辞退した。テイラーは当時のアメリカ大統領ジョージ・W・ブッシュを公然と非難しており、イラク大統領サッダーム・フセインのイラク国外へ退去を要求するアメリカの強硬姿勢が第三次世界大戦の引き金になるのではないかと危惧していた。
2007年12月1日にテイラーは、ジェームズ・アール・ジョーンズとの共演で、A・R・ガーニー (en:A. R. Gurney) 原作の舞台朗読劇『LOVE LETTERS (en:Love Letters)』に出演した。この舞台はテイラーのエイズ基金の創設資金として、100万ドルを集めることを目的として上演されたものである。入場チケットは2,500ドルで500人以上の観客が集まった。この舞台の上演は全米脚本家組合ストライキとほぼ同時期の出来事で、各地の演劇関連施設が閉鎖、あるいはピケラインが張られていた。そこでテイラーは全米脚本家組合に「一夜だけの免除」を求めた。全米脚本家組合はこのテイラーからの依頼を聞き入れ、この劇場にピケラインは張られることなく舞台は無事に上演された
。
マイケル・ジャクソンとテイラーは友人であり、非常に親しかった。マイケルがキング・オブ・ポップと呼ばれるきっかけを作ったのも彼女である（マイケル・ジャクソン#「キング・オブ・ポップ」の完成参照）。2009年6月のマイケル死去の際には代理人を通して「悲しみにうちひしがれコメントできない」とその胸中を語った。

## 私生活

### 結婚、恋愛、子供

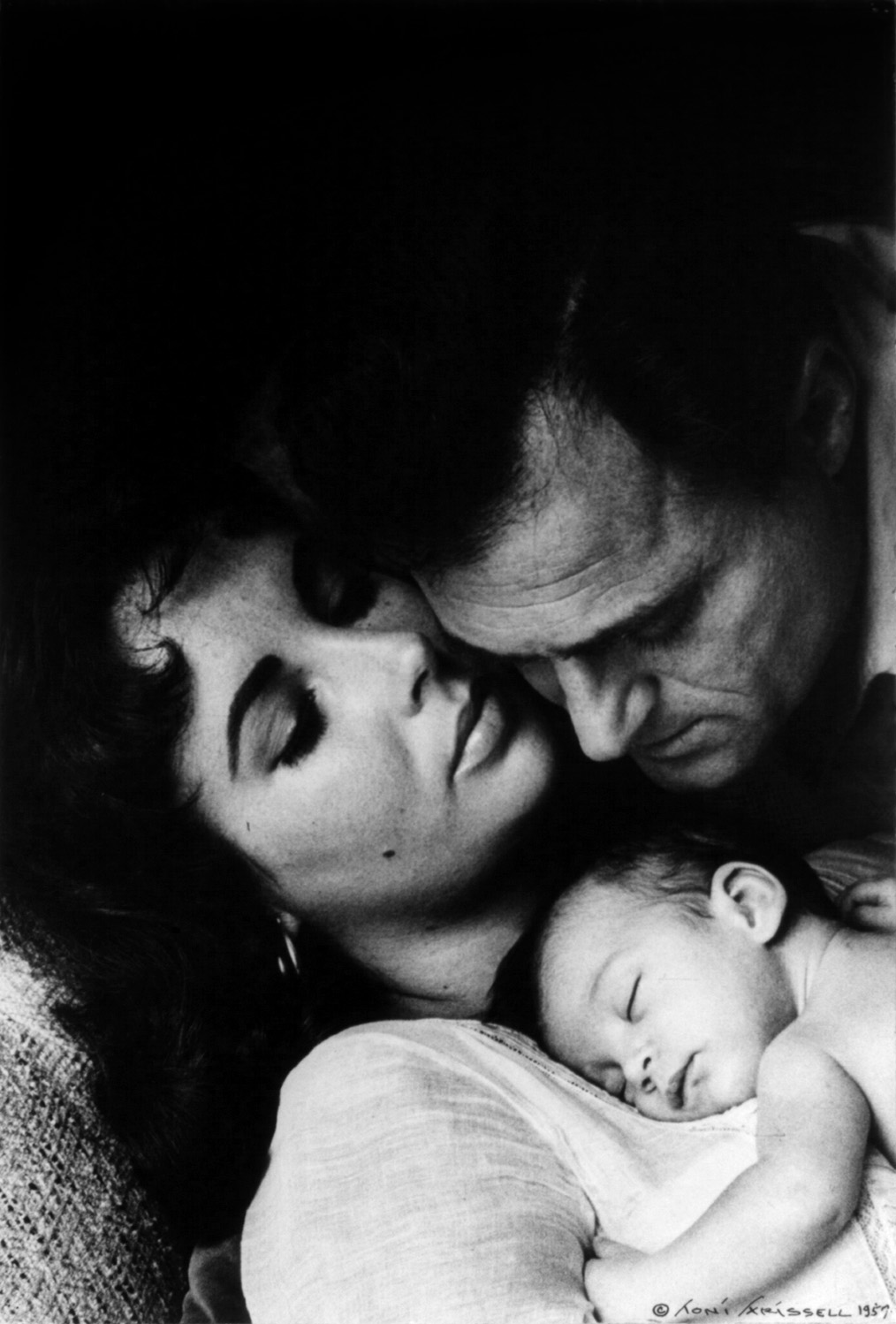
マイク・トッド、テイラー夫妻と娘リザ。1957年

テイラーは7人の相手と8回結婚した。結婚離婚を繰り返す理由を聞かれたテイラーは「分からない。私にもさっぱり分からないの」と応えている。また、別の機会には「私は両親から、誰かを本当に好きになったのなら結婚しなさいと教えられたのよ。多分私は古風な女なんでしょうね」と話したこともある。
テイラーは以下の男性たちと結婚した。
- コンラッド・ヒルトン・ジュニア (en:Conrad Hilton, Jr.）ホテル王コンラッド・ヒルトンの息子。1950年5月6日 - 1951年1月29日）

テイラーはこのホテル王の若き相続者を愛していると信じていたが、実際には母親のもとから逃げ出したかっただけだった。ヒルトンの「ギャンブル癖、飲酒癖、粗暴な振る舞い」はテイラーとテイラーの両親を怯えさせ、エリザベスの流産の原因となった。二人の結婚はわずか9ヵ月で終わった。
- マイケル・ワイルディング (en:Michael Wilding) （イギリス人俳優。1952年2月21日 - 1957年1月26日）

「紳士」ワイルディングはテイラーよりも20歳年長で、ヒルトンと離婚したばかりで傷心のテイラーを慰撫した。ワイルディングと離婚した後にテイラーは「たぶん私は彼に辛い体験をさせてしまったのでしょう。少しばかり私が彼を尻に敷いていたところがあり、彼にしてみれば落ち着いた暮らしではなかったのかも知れません」と語っている。
- マイク・トッド (en:Mike Todd) （アメリカ人舞台、映画プロデューサー。1957年2月2日 - 1958年3月22日）

テイラーにとって、トッドとの結婚が離婚ではなく唯一の死別となった。二人の結婚生活は穏やかとはいえないものだったが、後年テイラーはトッドのことを、リチャード・バートンそして宝石とともに、生涯でももっとも深く愛した三つのうちの一つだと語っている。
- エディ・フィッシャー（アメリカ人歌手。1959年5月12日 - 1964年3月6日）

フィッシャーはテイラーの前夫トッドの親友で、トッドの死後にはテイラーを慰める関柄だった。二人は関係を持つようになっていったが、当時のフィッシャーには妻デビー・レイノルズがいたために、大きなスキャンダルとなった(p226)。しかしながら最終的にはレイノルズはテイラーを許し、テイラーが『バターフィールド8』でアカデミー主演女優賞にノミネートされたときにはテイラーに投票しており、さらに後年の『だって女優ですもの！』では共演を果たしている。

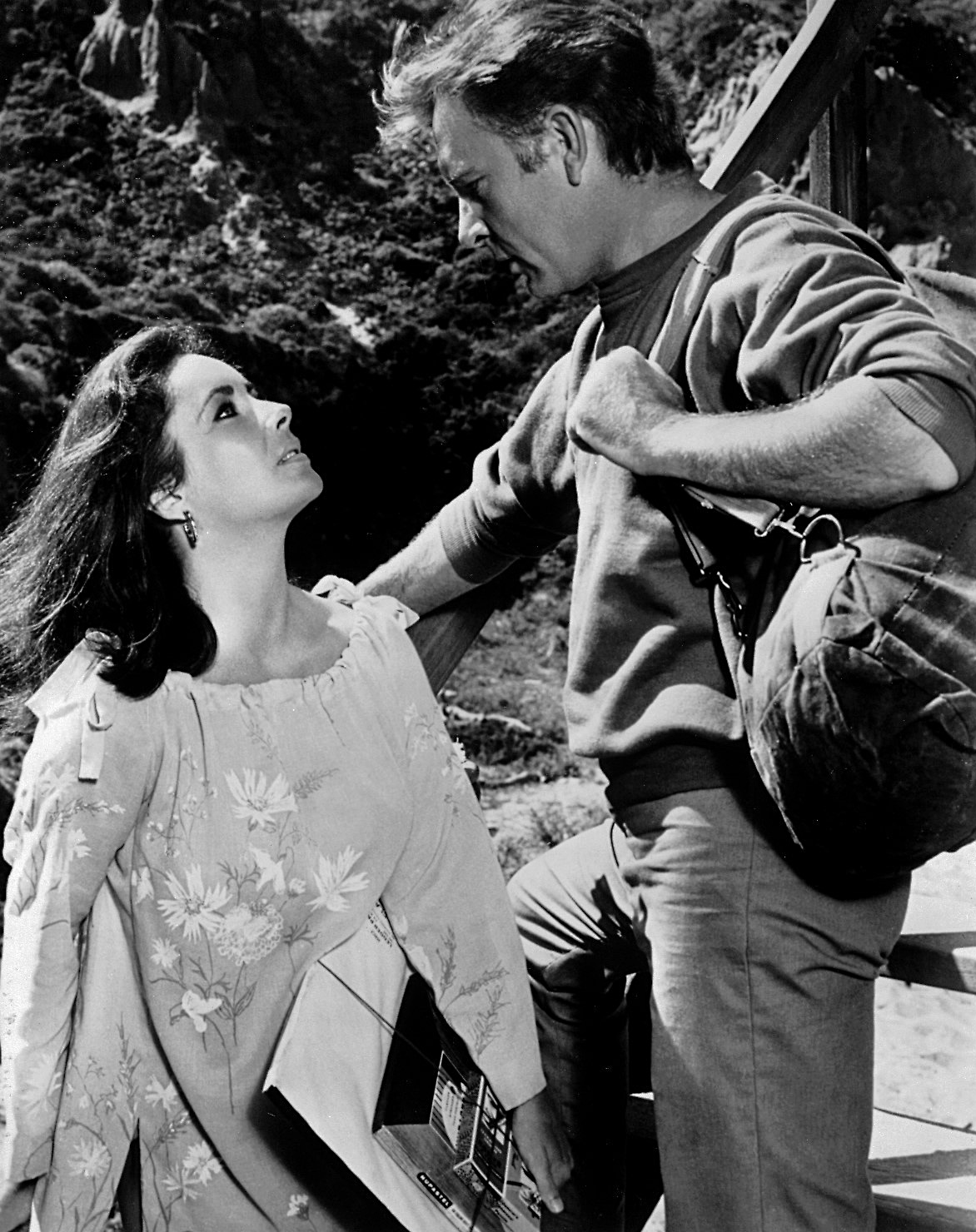
1965年の『いそしぎ』で夫婦共演したテイラーとバートン。

- リチャード・バートン（イギリス人俳優。1964年3月15日 - 1974年6月26日）

両者共に結婚していたテイラーとバートンの不倫は、ヴァチカン教皇庁からも「みだらがましい浮浪」だと非難された。テイラーとバートンは10年間の結婚中も離婚後もマスコミから大きな注目を集めていた。これは一般大衆が「（バートンが）世界一有名な俳優で、その世代のなかで最もすばらしい俳優だと信じていた」ことによる。テイラーは女優としてのキャリアよりも二人の結婚生活を重視し、映画の配役が回ってこないように体重を増やすことさえ厭わなかった。
- リチャード・バートン（1975年10月10日 - 1976年7月29日）

1974年にテイラーと離婚したバートンはその6ヵ月後に「いつ爆発するかもしれないのに、二本のダイナマイトをぶつけ合わせ続けるなんて出来ないよ」と語っている。しかしながら二人は離婚後一年もしないうちに再婚し、そして一年も経たずに離婚した。
- ジョン・ウォーナー（アメリカ人政治家。1976年12月4日 - 1982年11月7日）

テイラーと結婚していたときと同様に、テイラーはウォーナーとの結婚生活においても自身が、ヴァージニア州から選出された共和党の上院議員の妻という立場でしか見られていないと感じていた。ワシントンD.C.での暮らしに馴染めずに落ち込んでいったテイラーは、病院ベティ・フォード・センター (en:Betty Ford Center) に入院している。
- ラリー・フォーテンスキー (en:Larry Fortensky) （アメリカ人土木作業員。1991年10月6日 - 1996年10月31日）

ジョン・ウォーナーと結婚していたときとは別の時期に、ベティ・フォード・センターに入院中のテイラーはこの病院でフォーテンスキーと出会い、マイケル・ジャクソンの邸宅であるネバーランド・ランチで結婚式を挙げた。
テイラーは結婚以外にも多彩な恋愛遍歴を持っている。最初の夫であるヒルトンと結婚する前に、ハイズマン賞の受賞経験があるアメリカン・フットボール選手グレン・デイヴィス (en:Glenn Davis) と婚約していた。デイヴィスは婚約が解消されるまで、テイラーの母サラが二人の婚約をテイラーの宣伝活動に利用していたことを知らなかった。また、デイヴィスのほかにも、駐ブラジル大使ウィリアム・D・パウリー (en:William D. Pawley) の子息と婚約していたこともある。億万長者で映画プロデューサーのハワード・ヒューズは、テイラーの両親にテイラーとの結婚を応援してくれるのであれば、テイラーのための映画スタジオ創設に資金協力することを申し出た。母サラはこの申し出に応じたが、テイラーがヒューズとの結婚を拒否している。テイラーとヒルトンとの離婚後に、ヒューズは突然ヘリコプターで姿を見せテイラーにダイアモンドを贈って結婚を申し込んだこともあった。ほかにもテイラーは、人気歌手フランク・シナトラ、外交官ヘンリー・キッシンジャー、億万長者マルコム・フォーブスと浮名を流したことがある。2007年には、当時付き合っていたジェイソン・ウィンタースと9回目の結婚をするのではないかという噂を否定したが、ウィンタースのことを「今まで出会ったなかで最高の男性の一人」と語っている。
テイラーにはマイケル・ワイルディングとの間に、マイケル・ハワード（1953年1月6日生）とクリストファー・エドワード（1955年2月27日生）の二人の息子がいる。また、マイケル・トッドとの間には娘エリザベス・フランシス（1957年8月6日）がいる。エディ・フィッシャーと結婚していたときに、マリア（1961年8月1日）というドイツ出身の当時2歳の女児を養女にしようとしたことがあるが、1964年にフィッシャーと離婚したために、この養子縁組の話はなくなった。後にリチャード・バートンが、エリザベス・フランシスとマリアを養女にしている。
1971年にテイラーは39歳で祖母となった。テイラーが死去する2011年時点で、マリアも含めて4人の子供たちは存命で、テイラーの孫が10人、曾孫が4人いた。

### 宗教観と自意識
1959年に当時27歳のテイラーは、9ヵ月にわたる熟慮の末にクリスチャン・サイエンスからユダヤ教に改宗し、エリシェバ・ラケル (Elisheba Rachel) というヘブライ名を名乗った。テイラーはこの改宗について、長い間考えてきたことであってそれまでの結婚生活とは無関係だと主張している。マイケル・トッドと死別したテイラーは「形だけの宗教に絶望を感じた」と語り、カトリックもクリスチャン・サイエンスも多くの「生と死に関する疑問」に答えてくれることはなかったと説明している(p175)。
伝記作家ランディ・タラボレッリは、9ヵ月にわたってユダヤ教の根本原理を研究したテイラーが「真実への直接的な回答があると感じた」と指摘している(p176)。ユダヤ教の会堂であるシナゴーグへとテイラーが行くことはほとんどなかったが、「私は神がつねにそばにいてくださると考えている一人です。礼拝のために建てられた場所に足を運ぶ必要性を感じません」と語っている(p176)。テイラーのユダヤ教への改宗祭式のときには両親が立会い、テイラーの改宗を全面的に支持した。この祭式でテイラーは『旧約聖書』の『ルツ記』からの一節を読み上げている。
テイラーはユダヤ教の神秘主義思想であるカバラにも傾倒し、ロサンゼルスのカバラ・センター (en:Kabbalah Centre) に参加している。また、テイラーは55歳のときに応じたインタビューで、役に合わせて外見を変えることを強いられるなど、子役時代に撮影現場で要求されたさまざまな事柄に押しつぶされないために、どのように心の中での折り合いをつけていたのかを語っている。
さらにテイラーは、大人になってから自身の「心の在りよう」を理解し始めたと語っている。

### 女優としての才能と結婚観
1964年に、当時32歳だったテイラーは自身の女優キャリアについて「映画に出演している有名な『エリザベス・テイラー』は、私にとって何ら深い意味はありません。単にうわべだけの商品だと言えます」と語っている。さらに自身の演技力に関しても「技能といえるような大したものではありません。私が生まれ持った素養であり、集中力という能力に恵まれていただけです」としている。このとき以前にテイラーが演じた役柄は美しさと性的魅力を表に出したものだったが、それは実際の自分よりもはるかに誇張された似ても似つかないものであり「私はセックス・クイーンでもセックス・シンボルでもありません。そんなものになりたいと思ったことはないのです。私の夫がそのように思ってくれれば、それはとても嬉しいことでしょうけれども」と不満を漏らしている。また、テイラーは男性の性的魅力についても、同じようなことを語っている。
テイラーはこのような魅力を持つバートンを5番目の夫に選んだ。飛行機事故で死別した三番目の夫であるマイケル・トッドを除いて、テイラーは自身の「幼少期に受けた厳格なしつけや信条」に照らし合わせて、若かりしころの恋愛相手や結婚相手を振り返っている。
テイラーはリチャード・バートンが自身の子供たちとの間に築いた強い絆を信じ、バートンとの結婚を望んだ。バートンは「絶対的な家長であり、家族はみんな彼を尊敬していました」。後にテイラーは、バートンと初めて出会ったときからどのように恋愛関係に発展していったのかを回想している。

### 宝飾品と 小売店

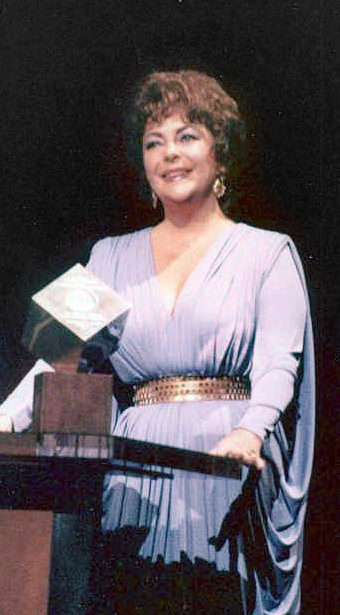
1981年に撮影されたテイラー。

テイラーは宝石を愛し、その死後に残された宝石コレクションの価値はおよそ1億5千万ドルと鑑定された。コレクションにはリチャード・バートンがテイラーに贈った33.19カラットのクルップ・ダイアモンド (en:Krupp Diamond) や、69.42カラットのテイラー＝バートン・ダイアモンドなど、非常に有名な宝石が含まれている。テイラーはその他にも、イングランド女王メアリー1世が所有していたことで知られる、ラ・ペレグリーナと呼ばれる50カラットの真珠も所有していた。この真珠は、バートンがサザビーのオークションで3万7千ドルで落札し、1969年のバレンタインデーにテイラーに贈ったものである。
映画スターだった時期のテイラーはファッション・アイコンだった。テイラーの衣服の購入には、パラマウント映画の衣裳デザイナーだったイーディス・ヘッドやMGMの衣裳デザイナーヘレン・ローズが、テイラーの顔、胸、腰に合うデザインのものを選ぶように助言していた。また、テイラーはファッション・デザイナーのヴァレンチノ・ガラヴァーニ (en:Valentino Garavani) や、ロイ・ハルストン (en:Halston) の知名度を上げることにも貢献しており、1980年代に製薬会社のシェリング・プラウが開発したスミレ色のカラーコンタクトレンズは、テイラーの瞳をイメージしたものだった。

## 社会活動

### HIV/エイズ
生涯を通じてテイラーは一貫して人道活動に献身し、豊富な資金援助も行っていた。HIVとエイズ関連の基金を創設し、総額2億7千万ドル以上の収益をあげたチャリティを主催している。テイラーはエイズに関する知見がほとんどなかった時代から、積極的に支援活動を行った最初期の著名人の一人であり、1984年にエイズ基金を創設してエイズプロジェクト・ロサンゼルス (en:AIDS Project Los Angeles) に貢献した。
1985年にテイラーは、マイケル・ゴットリーブ (en:Michael S. Gottlieb) とマティルド・クリム (en:Mathilde Krim) とともに、米国エイズ研究財団 (en:amfAR, The Foundation for AIDS Research) の共同創設メンバーとなっている。この1985年は、テイラーの長年の旧友で共演経験もあるロック・ハドソンがエイズを発症したことが公表され、そして死去した年でもあった。テイラーは1993年にエリザベス・テイラー・エイズ基金を創設し、HIVキャリアやエイズ患者への緊急支援体制を整えた。1991年にクイーンのフレディ・マーキュリーがエイズが原因となって引き起こされたニューモシスチス肺炎で死去した際には翌年に開かれたフレディ・マーキュリー追悼コンサートに出演、エイズの危険性に対するスピーチを行った。2006年には診察台とX線撮影装置を備えた、全長11メートルの介護車両を購入し、エリザベス・テイラー・エイズ基金とメイシーズの名前で、ニューオーリンズに寄付した。この2006年は、前年にニューオーリンズを含むアメリカ南東部に多大な被害をもたらしたハリケーン・カトリーナの爪あとが残っている時期であり、テイラーはニューオーリンズの非営利エイズ対策委員会にも50万ドルを寄付している。この寄付はテイラーの74歳の誕生日にあわせて行われ、ニューオーリンズ周辺のエイズ対策委員会が今までどおりに対エイズ患者救済活動を続けられるようにという願いがこめられたものだった。
テイラーは対HIV/エイズ患者に対する人道活動で、1992年にアカデミー賞のジーン・ハーショルト友愛賞を受賞した。テイラーが死去したときに、これらの人道活動について前アメリカ大統領のビル・クリントンが「エリザベスの遺志は、いつまでも世界中の人々の心に素晴らしいものとして生き続けるだろう。彼女はそれだけの業績を残し、たゆむことのない努力を続けたのだ」とコメントしている。

### ユダヤ教徒として
ユダヤ教に改宗した後のテイラーは、その生涯を通じてユダヤ教義の普及に尽力した。1959年には、テイラーが多額のイスラエル国債 (en:State of Israel Bonds) を購入したことから、アラブ諸国でテイラーの映画がボイコットされている。また1962年には、『クレオパトラ』の最終ロケ地となったエジプトへの入国を拒否された。このときエジプト政府は、テイラーがユダヤ教信者で「イスラエルの大義を支持している」ためにエジプトへの入国を禁じたという声明を出している。しかしながら『クレオパトラ』はエジプトの大衆に受け入れられ、テイラーのエジプト入国禁止措置も1964年に解除された。
1974年に、テイラーとバートンは二度目となる結婚式をイスラエルで挙げることを望んだが、バートンがユダヤ教徒ではなかったためにこの希望は叶えられなかった。テイラーはユダヤ民族基金 (en:Jewish National Fund) のようなユダヤ教組織に資金援助をしていた。イスラエルへの移住を希望するソ連のユダヤ教徒たちを支持し、1967年に勃発した第三次中東戦争でイスラエルを激しく非難し、シオニズムが人種差別主義だとする1975年の国連総会決議3379号 (en:United Nations General Assembly Resolution 3379) に賛成したソ連に対する抗議として、ソ連訪問を取りやめたこともあった。
1976年のエンテベ空港ハイジャック事件では、人質となったユダヤ人100人以上の身代わりになることを申し入れたこともある。そしてイスラエル軍によって人質のほとんどが無事に解放された後の1977年1月に、テイラーはカーク・ダグラスらともに『エンテベの勝利』というテレビ特番及び映画に出演した。この番組でテイラーは「この事件を見過ごすことはできませんでした。私はイスラエルに強い親近感を抱いており、エンテベの救出作戦が成功することを心のそこから堅く信じていました」と語っている。

## 病と死

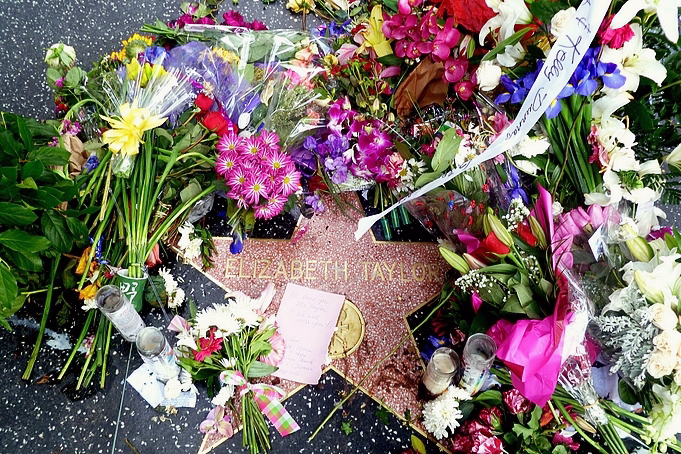
テイラーが死去した際に献花されたハリウッド・ウォーク・オブ・フェームに設置されたテイラーのスター・プレート。

テイラーはその生涯の多くの時期を健康問題に悩まされていた。ヒルトンとの離婚を初めとして、私生活で問題が起きたときにはつねに深刻な病苦に襲われる暮らしを送っていた。テイラーは70回以上の入院経験があり、20回以上の大手術を受けている。テイラーが危篤だという間違った報道が幾度となく新聞の一面に掲載されたが、テイラー自身は危篤状態に陥ったのは4度だけだったと主張している。
身長5フィート4インチ（約162センチ）のテイラーは1980年代に大幅な体重の増減を繰り返し、軽いときには119ポンド（約54キログラム）から重いときには180ポンド（約82キロ）に及んでいる。50歳代半ばまで喫煙しており、1975年10月にX線検査を受けたときには肺に影が見つかって肺がんではないかと診断されたが、のちに病巣ではなかったことが判明している。テイラーは五度にわたって背中を痛めたことがあり、人工股関節置換手術と子宮摘出手術を受け、赤痢や静脈炎、食道穿孔の罹病経験もあるほか、1997年には良性だが脳腫瘍摘出手術を受けている。肺炎の発作で生死をさまよったことが二度あり、1961年の発作時には緊急の気管切開で一命を取りとめた。1983年には、35年間にわたって睡眠薬と鎮痛剤を常用して、中毒症状となっていることを告白している。1983年12月から1984年1月にかけての6週間と、1988年秋から1989年初頭にかけて、アルコール依存症と処方薬乱用の治療のためにベティ・フォード・センターに入院したこともあった。
2006年5月30日に、テイラーは自身の重病説を否定するためにテレビの生番組『ラリー・キング・ライブ』に出演し、アルツハイマー型認知症に苦しんだ瀕死の状態にあるという噂を一蹴した。しかしながら最晩年のテイラーは隠遁生活を好み、病気や個人的な理由で約束を違えることも多かった。車椅子を使用するようになり、その理由を尋ねられたテイラーは骨粗鬆症であることと、生まれながらに脊椎側彎症を患っていることを理由に挙げている。
テイラーの外見上の特徴でもある二重まつげは一種の突然変異によるものだが、同じような突然変異がその後の心臓疾患にも影響を与えた可能性がある。テイラーは2004年11月に鬱血性心不全と診断され、身体全体、とくに足首と脚に十分な血液を循環させるには心臓が弱まりすぎていると告げられた。2009年には心臓外科手術を受け、弱っていた心臓弁を交換している。2011年2月に新たな心疾患の兆候が現れ、ロサンゼルスのシダーズ＝シナイ医療センターに入院したが、4人の子供たちに看取られながら2011年3月23日に79歳で病院内で息を引き取った。
テイラーは死去した翌日に、ラビであるジェリー・カトラーが主催するユダヤ教式葬礼のもと、カリフォルニア州グレンデールのフォレスト・ローン・メモリアル・パークに埋葬された。テイラーの遺体は壮大な霊廟に収められているが、一般人の立ち入りは禁止されている。テイラーの葬式は予定時間よりも15分遅れて開始された。これはテイラーの要望によるもので、「彼女（テイラー）は自身の葬式でさえも遅れることを望んだのです」と代理人がマスコミに語っている。

## 評価
テイラーは「最高の映画スター」と呼ばれている(p2)。MGMの映画に出演して大衆から注目されたテイラーは、すぐに12歳で子役スターとなり、その後も成功した映画に出演し続けて、その作品の多くは現在でも「傑作」だと考えられている。映画界で名声を得てハリウッドの象徴となったテイラーは、ハリウッドの名声を高めることに貢献し「スターに昇り詰めた典型例」といわれるようになった(p3)。
女性社会学者のカミール・パーリアはテイラーを「映画史上最高の女優」と評している。さらにパーリアは、テイラーが自身の出演作に次のような効果をもたらしたとしている。
テイラーは1960年代の性革命にも大きな役割を果たした。『PLAYBOY』にほぼ全裸のグラビアを掲載した最初の有名人の一人であり、映画で脱衣シーンを見せた最初の映画女優の一人でもあった(p5)。1951年の映画『陽のあたる場所』に出演したときのテイラーは17歳だったが、その成熟振りはハリウッドのコラムニストであるヘッダ・ホッパーに衝撃を与え、ホッパーはテイラーの早熟な官能性について一文をものしたほどである。映画史家のアンドリュー・サリスは、テイラーがモンゴメリー・クリフトと演じたラブシーンについて「チョコレートサンデーを貪っているかのような、あまりに激しい性愛演技に驚愕した」と語っている(p6)。
映画を離れたテイラーの素顔は「らしくないスター」だったとテイラーの伝記作家ウィリアム・マンが指摘している。著述家グロリア・スタイネムも「うぬぼれを持たない映画の女王。自分の言動を律する達人で、共演するほかの女優と揉め事を起こすことはない」としている(p7)。1966年の映画でテイラーが主演した『ヴァージニア・ウルフなんかこわくない』の監督マイク・ニコルズは、今まで一緒に仕事をした俳優のなかでテイラーが「もっとも庶民的な心を持っていた」と語ったことがある。テイラーは撮影現場の電気技師や単なるスタッフに対しても「チャリティ会場でロスチャイルド家の一員と出会ったときと同様の接し方をしていた」(p6)。映画監督ジョージ・キューカーは、テイラーが「まれにみる美徳である飾らない優しい心」の持ち主だったと語っている(p7)。
テイラーと二度結婚し、11本の作品で共演した俳優リチャード・バートンは、テイラーの女優としての才能に大きな敬意を払っている。バートンは「彼女（テイラー）は今まででもっとも過小評価されている映画女優の一人だと思うけれど、私は彼女が史上稀に見るすばらしい人だということを知っている。誰も彼女の足元にも及ばないよ」と語っている。

## 受賞と栄勲

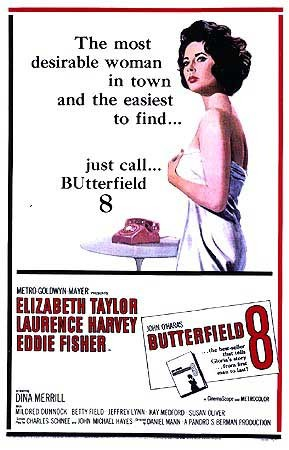
初のアカデミー主演女優賞を受賞した『バターフィールド8』のポスター。

テイラーは1960年の『バターフィールド8』と1966年の『ヴァージニア・ウルフなんかこわくない』でアカデミー主演女優賞を2度受賞している。1992年にはエイズ撲滅に対する活動でアカデミー賞ジーン・ハーショルト友愛賞も受賞した。また、1997年には全米映画俳優組合の生涯功労賞も受賞している。テイラーはこの授賞式に出席することができなかったため、俳優グレゴリー・ペックがテイラーからのメッセージを代読した。このメッセージには、エイズ流行の根絶活動がテイラーの人生の重要な部分を占めることになったことと、エリザベス・テイラー・エイズ基金に対する全米映画俳優組合の貢献を感謝する言葉が綴られていた。
テイラーは1987年にフランスのレジオンドヌール勲章を授与され、2000年にイギリスの大英帝国勲章のデイム・コマンダー (DBE) を受章した。2001年には人道活動、とくにエイズに関する研究、国際的な関心の喚起、蔓延に関する取り組みなどに対して200万ドル以上の資金を集めることに貢献したとして、アメリカの大統領メダル (en:Presidential Citizens Medal) が授与された。また、2007年にはカリフォルニア州が制定したカリフォルニア州殿堂博物館 (en:California Hall of Fame) の一員に選ばれている。
1994年には、カリフォルニア州のパームスプリングスの ウォーク・オブ・スターズ (Walk of Stars) にテイラーのスタープレートが設置されている。

## 出演作品
テイラーは1942年から2003年までに数多くの映像作品に出演している。また、下記に挙げた作品のほかにもドキュメンタリーやインタビューで映像として残っている作品もある。
| 公開年 | 邦題 原題                                                            | 役名                                 | 備考 |
| ------ | -------------------------------------------------------------------- | ------------------------------------ | --- |
| 1942年 | There's One Born Every Minute                                        | グロリア・トゥワイン                 | |
| 1943年 | 名犬ラッシー 家路 Lassie Come Home                                   | プリシラ                             | |
| 1944年 | ジェーン・エア Jane Eyre                                             | ヘレン・バーンズ                     | クレジットなし |
| 1944年 | ドーヴァーの白い崖 The White Cliffs of Dover                         | ベッツィ                             | クレジットなし |
| 1944年 | 緑園の天使 National Velvet                                           | ヴェルベット・ブラウン               | |
| 1946年 | ラッシーの勇気 Courage of Lassie                                     | キャサリン・エリノア・マーリック     | |
| 1947年 | ライフ・ウィズ・ファーザー Life with Father                          | メアリー・スキナー                   | |
| 1947年 | シンシア Cynthia                                                     | シンシア・ビショップ                 | |
| 1948年 | スイングの少女 A Date with Judy                                      | キャロル・プリングル                 | |
| 1948年 | 奥様武勇伝 Julia Misbehaves                                          | スーザン・パケット                   | |
| 1949年 | 若草物語 Little Women                                                | エイミー・マーチ                     | |
| 1949年 | Conspirator                                                          | メリンダ・グレイトン                 | |
| 1950年 | The Big Hangover                                                     | メアリー・ベルニー                   | |
| 1950年 | 花嫁の父 Father of the Bride                                         | ケイ・バンクス                       | |
| 1951年 | 可愛い配当 Father's Little Dividend                                  | ケイ・ダンスタン                     | |
| 1951年 | 陽のあたる場所 A Place in the Sun                                    | アンジェラ・ヴィッカーズ             | |
| 1951年 | クォ・ヴァディス Quo Vadis                                           | アリーナ内の囚人                     | クレジットなし |
| 1952年 | Love Is Better Than Ever                                             | アナスタシア・"ステイシー"・マカボイ | |
| 1952年 | 黒騎士 Ivanhoe                                                       | レベッカ                             | |
| 1953年 | The Girl Who Had Everything                                          | ジーン・ラティマー                   | |
| 1954年 | ラプソディー Rhapsody                                                | ルイーズ・デュラン                   | |
| 1954年 | 巨象の道 Elephant Walk                                               | ルース・ウィリー                     | |
| 1954年 | 騎士ブランメル Beau Brummell                                         | レディ・パトリシア・ブランメル       | |
| 1954年 | 雨の朝巴里に死す The Last Time I Saw Paris                           | ヘレン・エルズワース/ウィリス        | |
| 1956年 | ジャイアンツ Giant                                                   | レズリー・リントン・ベネディクト     | |
| 1957年 | 愛情の花咲く樹 Raintree County                                       | スザンナ・ドレイク                   | ローレル賞 (en:Laurel Award) ドラマ部門女優賞 アカデミー賞 主演女優賞ノミネート |
| 1958年 | 熱いトタン屋根の猫 Cat on a Hot Tin Roof                             | マギー・ザ・キャット                 | ローレル賞ドラマ部門女優賞 アカデミー主演女優賞ノミネート 英国アカデミー賞 主演女優賞ノミネート |
| 1959年 | 去年の夏 突然に Suddenly, Last Summer                                | キャサリン・ホリー                   | バンビ賞 国際女優賞 ダヴィッド・ディ・ドナテッロ賞 最優秀金牌賞 ゴールデングローブ賞 主演女優賞 (ドラマ部門) ローレル賞 ドラマ部門女優賞 アカデミー賞 主演女優賞ノミネート |
| 1960年 | スペインの休日 Scent of Mystery                                      | レアル・サリー                       | クレジットなし |
| 1960年 | バターフィールド8 BUtterfield 8                                      | グロリア・ワンドラス                 | アカデミー賞 主演女優賞 ローレル賞 ドラマ部門女優賞第2位 ゴールデングローブ賞 主演女優賞 (ドラマ部門) ノミネート バンビ賞 国際女優賞ノミネート |
| 1963年 | クレオパトラ Cleopatra                                               | クレオパトラ                         | |
| 1963年 | 予期せぬ出来事 The V.I.P.s                                           | フランシス・アンドロス               | |
| 1965年 | いそしぎ The Sandpiper                                               | ローラ・レイノルズ                   | |
| 1966年 | ヴァージニア・ウルフなんかこわくない Who's Afraid of Virginia Woolf? | マーサ                               | アカデミー賞 主演女優賞 英国アカデミー賞 主演女優賞 バンビ賞 国際女優賞 カンザスシティ映画批評家協会賞 主演女優賞 ローレル賞 ドラマ部門女優賞 ナショナル・ボード・オブ・レビュー賞 女優賞 ニューヨーク映画批評家協会賞 主演女優賞 ゴールデングローブ賞 主演女優賞 (ドラマ部門) ノミネート |
| 1967年 | じゃじゃ馬ならし The Taming of the Shrew                             | カタリーナ                           | テイラーは製作にも携わっているがクレジットはされていない ダヴィッド・ディ・ドナテッロ賞 最優秀外国女優賞 英国アカデミー賞 主演女優賞ノミネート |
| 1967年 | ファウスト悪のたのしみ Doctor Faustus                                | トロイアのヘレネー                   | |
| 1967年 | 禁じられた情事の森 Reflections in a Golden Eye                       | レオノーラ・ペンダートン             | |
| 1967年 | 危険な旅路 The Comedians                                             | マーサ・ピネダ                       | |
| 1967年 | The Comedians in Africa                                              | 本人役                               | ドキュメンタリー |
| 1968年 | 夕なぎ Boom!                                                         | フローラ・"シッシー"・ゴフォース     | |
| 1968年 | 秘密の儀式 Secret Ceremony                                           | レノーラ                             | |
| 1969年 | 1000日のアン Anne of the Thousand Days                               | 宮廷婦人の一人                       | クレジットなし |
| 1970年 | この愛にすべてを The Only Game in Town                               | フラン・ウォーカー                   | |
| 1970年 | Here's Lucy                                                          | 本人役                               | テレビシリーズ、一話のみ |
| 1972年 | ある愛のすべて X Y & Zee                                             | ジー・ブレイクリー                   | |
| 1972年 | Under Milk Wood                                                      | ロージー・プロバート                 | |
| 1972年 | Hammersmith Is Out                                                   | ジミー・ジーン・ジャクソン           | ベルリン国際映画祭 銀熊女優賞 |
| 1973年 | 離婚・男の場合 離婚・女の場合 Divorce His, Divorce Hers              | ジェーン・レイノルズ                 | テレビ映画 |
| 1973年 | 夜をみつめて Night Watch                                             | エレン・ウィーラー                   | 夫・ジョン役のローレンス・ハーヴェイの遺作 |
| 1973年 | 別離 Ash Wednesday                                                   | バーバラ・ソーヤー                   | ゴールデン・グローブ賞 主演女優賞ノミネート |
| 1974年 | サイコティック Identikit                                             | リセ                                 | |
| 1974年 | ザッツ・エンターテインメント That's Entertainment!                   | 本人役                               | |
| 1976年 | 青い鳥 The Blue Bird                                                 | 光の精/母親/魔女/母性愛              | |
| 1976年 | エンテベの勝利 Victory at Entebbe                                    | エドラ・ヴィロンフスキー             | テレビ映画 |
| 1977年 | リトル・ナイト・ミュージック A Little Night Music                    | デジレ・アルムフェルト               | |
| 1978年 | ホールマーク・ホール・オブ・フェイム Hallmark Hall of Fame           | エミリー・ルーミス                   | シーズン28のエピソード『Return Engagement』 |
| 1979年 | 大統領の堕ちた日 Winter Kills                                        | ローラ・コマンテ                     | クレジットなし、日本劇場未公開作品 |
| 1980年 | クリスタル殺人事件 The Mirror Crack'd                                | マリーナ・ラッド                     | |
| 1981年 | ジェネラル・ホスピタル General Hospital                              | ヘレナ・カッサディーヌ #1            | テレビシリーズ |
| 1983年 | Between Friends                                                      | デボラ・シャピロ                     | テレビ映画 |
| 1984年 | ホテル Hotel                                                         | キャサリン・コール                   | テレビシリーズ、一話のみ |
| 1984年 | オール・マイ・チルドレン All My Children                             | 大邸宅の管理委員                     | テレビシリーズ |
| 1985年 | Malice in Wonderland                                                 | ルーエラ・パーソンズ                 | テレビ映画 |
| 1985年 | 南北戦争物語 愛と自由への大地 North and South                        | マダム・コンティ                     | テレビミニシリーズ |
| 1986年 | アクトレス ある女優の栄光と挫折 There Must Be a Pony                 | マーグリート・シドニー               | テレビ映画 |
| 1987年 | ポーカー・アリス Poker Alice                                         | ポーカー・アリス・モフィット         | テレビシリーズ |
| 1988年 | トスカニーニ 愛と情熱の日々 Young Toscanini                          | ナディナ・ブリチョッフ               | |
| 1989年 | 青春の甘き小鳥 Sweet Bird of Youth                                   | アレクサンドラ・デル・ラーゴ         | テレビシリーズ |
| 1992年 | ザ・シンプソンズ The Simpsons                                        | マギー・シンプソン                   | テレビアニメ、声の出演 |
| 1992年 | キャプテン・プラネット Captain Planet and the Planeteers             | ミセズ・アンドリュース               | テレビ・アニメ、声の出演 |
| 1993年 | ザ・シンプソンズ The Simpsons                                        | 本人役                               | テレビアニメ、声の出演 |
| 1994年 | フリントストーン/モダン石器時代 The Flintstones                      | パール・スラフープル                 | |
| 1996年 | TVキャスター マーフィー・ブラウン Murphy Brown                       | 本人役                               | テレビシリーズ、一話のみ |
| 1996年 | The Nanny                                                            | 本人役                               | テレビシリーズ、一話のみ |
| 2000年 | God, the Devil and Bob                                               | サラ                                 | テレビアニメ、声の出演 |
| 2001年 | だって女優ですもの! These Old Broads                                 | ベリル・メイソン                     | テレビ映画 |

## 著書
- Elizabeth Taylor: An Informal Memoir (1964)
  - 愛の自叙伝（宮川毅訳、恒文社、1966年）
- Elizabeth Takes Off: On Weight Gain, Weight Loss, Self-Image, and Self-Esteem (1988)
  - エリザベス・テイラーの挑戦：私が太った理由、痩せた方法（平岡緑訳、新潮文庫、1988年）

## 評伝
- Maddox, Brenda (1977). Who's Afraid of Elizabeth Taylor? A Myth of Our Time.
  - ブレンダ・マドックス『エリザベス・テイラーなんかこわくない』（和久本みさ子訳、文春文庫、1997年）
- Walker, Alexander (1991). Elizabeth - The Life of Elizabeth Taylor.
  - アレクザンダー・ウォーカー『エリザベス・テイラー』（仙名紀訳、朝日新聞社、1994年）
- Heymann, C. David (1995). Liz: An Intimate Biography of Elizabeth Taylor.
  - クレメンス・デビッド・ハイマン『リズ』（広瀬順弘訳、読売新聞社、1996年）

## 関連文献
- Bozzacchi, Gianni (2002). Elizabeth Taylor: the queen and I. University of Wisconsin Press. ISBN 978-0-299-17930-4
- Canby, Vincent (1986年5月4日). “Film View; Elizabeth Taylor – Her Life Is The Stuff Of Movies”. The New York Times:  p. 1
- Chrissochoidis, Ilias (2013). The Cleopatra Files: Selected Documents from the Spyros P. Skouras Archive. Stanford: Brave World. ISBN 978-0-615-82919-7.
- 筈見有弘（編・著）『エリザベス・テーラー：20世紀のクレオパトラ』（シネアルバム18、芳賀書店、1973年）
- 『エリザベス・テーラー：世界でもっとも美しい女優』（SCREEN特別編集、近代映画社、2009年）